# Episodi di Within These Walls (quarta stagione)
La quarta stagione della serie televisiva Within These Walls è stata trasmessa in anteprima nel Regno Unito dalla Independent Television tra il 4 settembre 1976 e il 24 dicembre 1976.
| nº | Titolo originale             | Titolo italiano | Prima TV UK       | Prima TV Italia |
| -- | ---------------------------- | --------------- | ----------------- | --------------- |
| 1  | Catalyst                     |                 | 4 settembre 1976  |                 |
| 2  | The Man with the Magic Touch |                 | 11 settembre 1976 |                 |
| 3  | The Complaint                |                 | 18 settembre 1976 |                 |
| 4  | The Line of Duty             |                 | 25 settembre 1976 |                 |
| 5  | K Block                      |                 | 2 ottobre 1976    |                 |
| 6  | A Way of Loving              |                 | 9 ottobre 1976    |                 |
| 7  | Love and the Chaplain        |                 | 16 ottobre 1976   |                 |
| 8  | The Mystery                  |                 | 23 ottobre 1976   |                 |
| 9  | A Sentence of Death          |                 | 30 ottobre 1976   |                 |
| 10 | Vacuum                       |                 | 6 novembre 1976   |                 |
| 11 | On Trial                     |                 | 13 novembre 1976  |                 |
| 12 | Visitors                     |                 | 20 novembre 1976  |                 |
| 13 | Transfer                     |                 | 27 novembre 1976  |                 |
| 14 | Someone's Got to Do It       |                 | 4 dicembre 1976   |                 |
| 15 | Islands in the Heartline     |                 | 11 dicembre 1976  |                 |
| 16 | Invasion of Privacy          |                 | 18 dicembre 1976  |                 |
| 17 | Silent Night                 |                 | 24 dicembre 1976  |                 |